# Daga (catch)
Pour les articles homonymes, voir Daga.
Miguel Ángel Olivo (né le 19 juin 1988), est un catcheur (lutteur professionnel) mexicain  qui travaille au sein de la Asistencia Asesoría y Administración sous le nom de Daga.

## Carrière

### Asistencia Asesoría y Administración (2011-2017)
Lors de Guerra de Titanes 2012, il bat Juventud Guerrera, Fénix, Jack Evans, Joe Líder et Psicosis dans un Six Way Ladder Match et remporte le AAA World Cruiserweight Championship.
Lors de Héroes Inmortales X, il bat Australian Suicide dans un Lucha de Apuestas Hair vs Mask Match.
Lors de Heroes Inmortales XIII, il bat Drago et remporte le AAA Latin American Championship.

### Lucha Underground (2017-...)
Lors de My Sacrifice, lui et Kobra Moon perdent contre Johnny Mundo et Taya
Le 15 août, lui, Kobra Moon et Jeremiah Snake battent Killshot, Son of Havoc et The Mack et remportent les Lucha Underground Trios Championship. Le 12 septembre, ils conservent les titres contre Drago, Aerostar et Fénix. Le 26 septembre, ils conservent les titres contre Joey Ryan, XO Lishus et Ivelisse.

### Dragon Gate (2018)
Lors de Gate of Destiny 2018, lui, Eita, Yasushi Kanda et Kazma Sakamoto battent Kagetora, Yosuke♡Santa Maria, Yuta Tanaka et Kota Minoura. Lors de Final Gate 2018, il perd contre Masaaki Mochizuki,.

### Impact Wrestling (2019-2020)
Le 9 août à Impact, lui et Ortiz représentant LAX, perdent contre The North (Ethan Page et Josh Alexander) et ne remportent pas les Impact World Tag Team Championship. Le 4 octobre, il bat Chris Bey et se qualifie pour le X-Division Championship Ladder Match qui aura lieu à Bound For Glory et se fait attaquer après le match par Jake et Dave Crist mais est secouru par Tessa Blanchard avec qui repousse les deux membres de oVe.
Lors de Bound For Glory 2019, il perd contre Ace Austin dans un Five Way Ladder Match qui comprenaient également Jake Crist, Acey Romero et Tessa Blanchard et ne remporte pas le Impact X Division Championship.
Le 12 janvier 2020 lors de Impact Hard to Kill, il perd contre Rob Van Dam en moins de 5 minutes.
Le 20 octobre 2020, il quitte la compagnie.

### Pro Wrestling Noah (2023-...)
Le 22 juin, lui et Chris Ridgeway battent Good Looking Guys (Tadasuke et Yo-Hey) et remportent les GHC Junior Heavyweight Tag Team Championship.
Le 4 novembre, il bat Hayata pour remporter le GHC Junior Heavyweight Championship,.

#### Team 2000 X (2024-...)
Le 14 octobre, le membre mystère se révèle être Yoshitatsu, les trois nommant leur clan Team 2000 X[réf. nécessaire].

## Palmarès
- Asistencia Asesoría y Administración
  - 1 fois AAA Latin American Championship
  - 1 fois AAA World Cruiserweight Championship
  - AAA Quien Pinta Para La Corona (2011)

- Dramatic Dream Team
  - 1 fois Ironman Heavymetalweight Championship

- International Wrestling League
  - 1 fois IWL International Junior Heavyweight Championship
  - 1 fois IWL Internet Championship

- Lucha Underground
  - 1 fois Lucha Underground Trios Championship avec Kobra Moon et Jeremiah Snake (derniers)

- Pro Wrestling NOAH
  - 2 fois GHC Junior Heavyweight Championship
  - 1 fois GHC Junior Heavyweight Tag Team Championship avec Chris Ridgeway

- Xplosion Nacional de Lucha Libre
  - 1 fois X-LAW Junior Heavyweight Championship

## Récompenses des magazines
- Pro Wrestling Illustrated

| Année | 2013 | 2014 | 2015       | 2016 | 2017 | 2018 à 2019 | 2020 | 2021 à 2023 | 2024 |
| ----- | ---- | ---- | ---------- | ---- | ---- | ----------- | ---- | ----------- | ---- |
| Rang  | 181  | 149  | Non classé | 218  | 329  | Non classé  | 129  | Non classé  | 104  |